# Фортеця Раквере
Фортеця Раквере (ест. Rakvere, нім. Schloss Wesenberg) — середньовічний замок, що розташовується в місті Раквере. До ХІІІ століття на горі Вяллімягі на висоті 25 м було городище стародавніх естів, що називалося Тарванпяе й вважалося головною фортецею Віруського повіту.

## Історія
В ХІІІ столітті данці доповнили фортецю кількома кам'яними спорудами, а найсерйозніші роботи почалися після 1345 року, коли Північна Естонія перейшла у підпорядкування Ордену. В той час в Раквере почалося спорудження фортеці типу конвента з закритим внутрішнім двором, але побудовано фортецю було не одразу. Спочатку було зведено північне крило, а потужне південне крило з кутовими баштами (більша частина яких дійшла до наших днів) було побудоване лише через двісті років, в XV — XVI століть. На південь від будинку конвента було зведено простору передню фортецю, в північно-східному кутку були ворота, захищені напівкруглою збройовою баштою.
Під час Лівонської війни в 60-80-ті роки XVI століття під фортецею відбувалися жорстокі битви між росіянами, шведами, німцями і навіть шотландцями. Фортеця, частково ушкоджена вже в той час, була значно зруйнована під час шведсько-польської війни в 1602–1605 роках, після чого її виключили зі списку фортець. Руїни замку, які в XVII — XVIII століть використовувалися як каменоломня, в XIX століття стали цінуватися як живописні затишні місця для прогулянок. Перші роботи по приведенню руїни до ладу були здійснені в 1901–1902 роках, а серйозніші ремонтно-реставраційні роботи в 1975–1988 роках. Найкраще збереглося південне крило будинку конвента — його зовнішня стіна досі має початкову висоту, багато збереглося і від кутових башт. На одній з веж, яка здіймається на столицею Вірумаа Раквере, майорить синьо-чорно-білий прапор Естонії.

## Ілюстрації

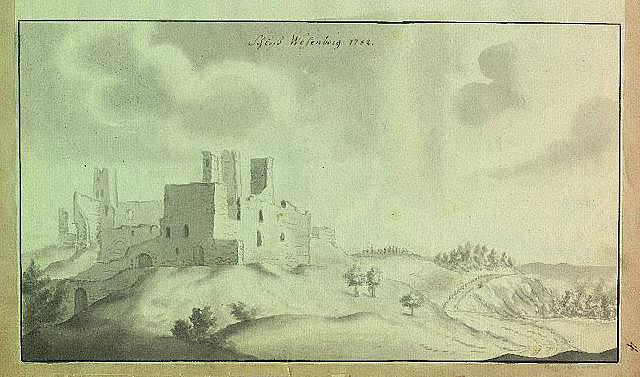
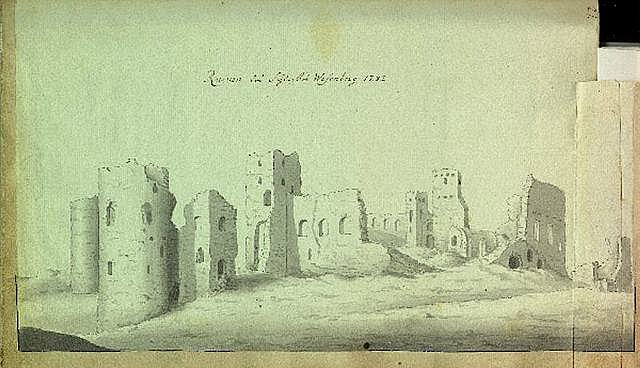
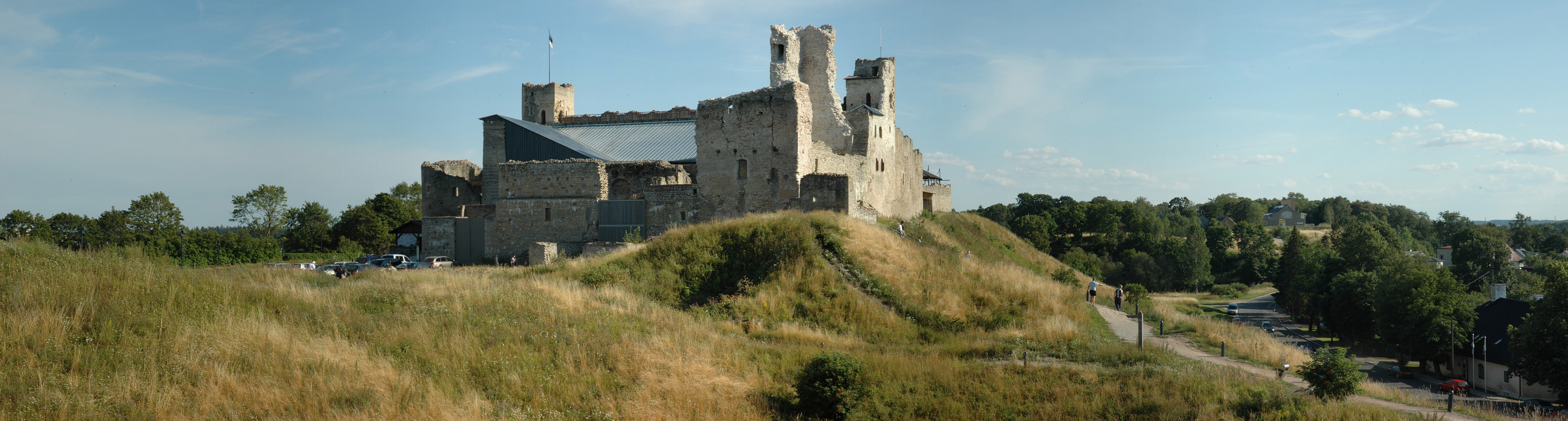
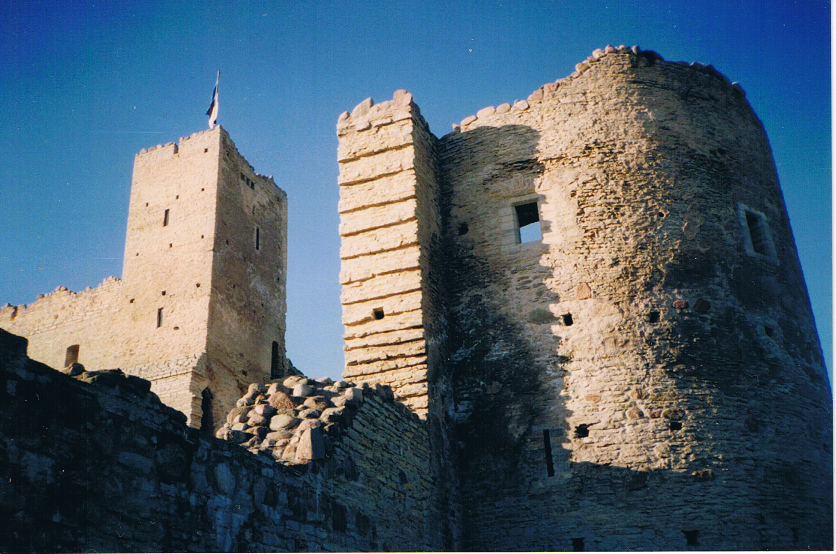
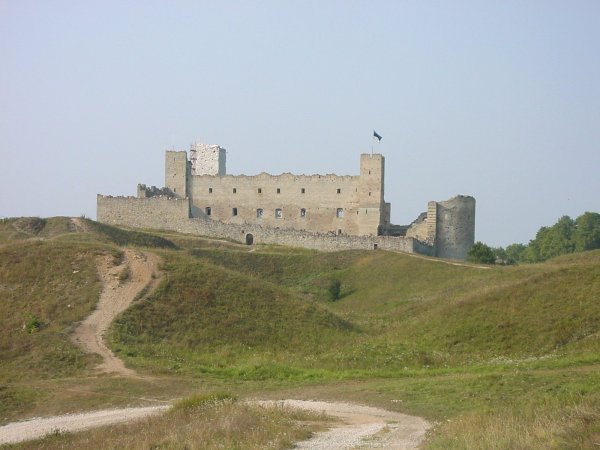
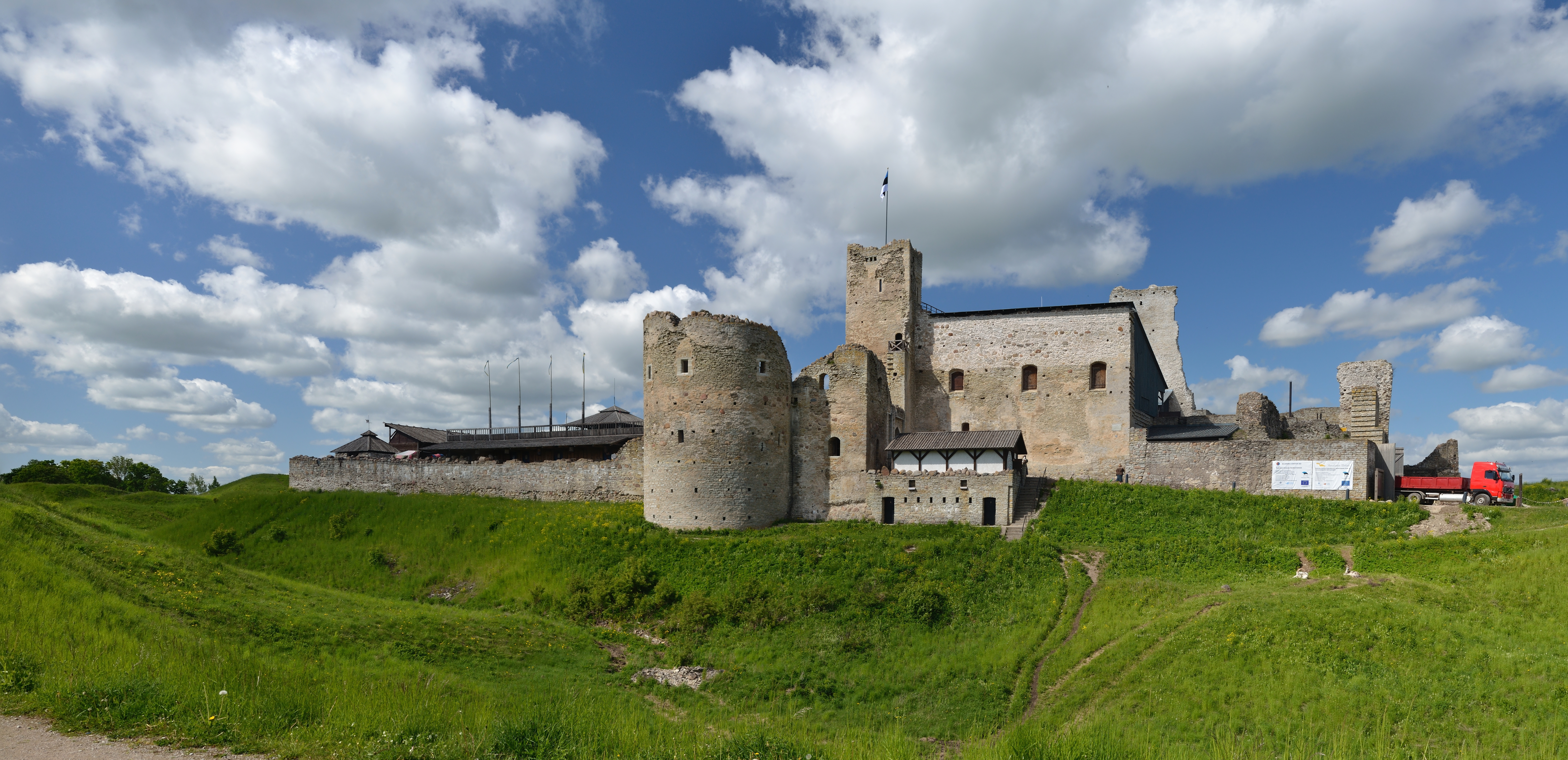

- Фортеця Раквере: вiдеo